# Lima Campos (político)
Aluísio Fragoso de Lima Campos, mais conhecido como Lima Campos (14 de outubro de 1898 – 14 de março de 1955) foi um político brasileiro, que foi deputado federal e senador pelo Maranhão.

## Biografia
Elegeu-se suplente do senador pelo Maranhão Vitorino Freire em 1947.
Integrou de 1938 a 1950 o Conselho Técnico de Economia e Finanças. Foi ainda membro do Conselho Nacional do Petróleo – CNP de 1944 a 1948.
Convocado para assumir o lugar de senador em abril de 1951, permaneceu no exercício do mandato até agosto do mesmo ano.
Em 1954, elegeu-se deputado federal pelo Maranhão, pelo Partido Social Democrático – PSD. Assumiu o mandato em fevereiro de 1955, mas faleceu em 14 de março do mesmo ano.